# 荷役

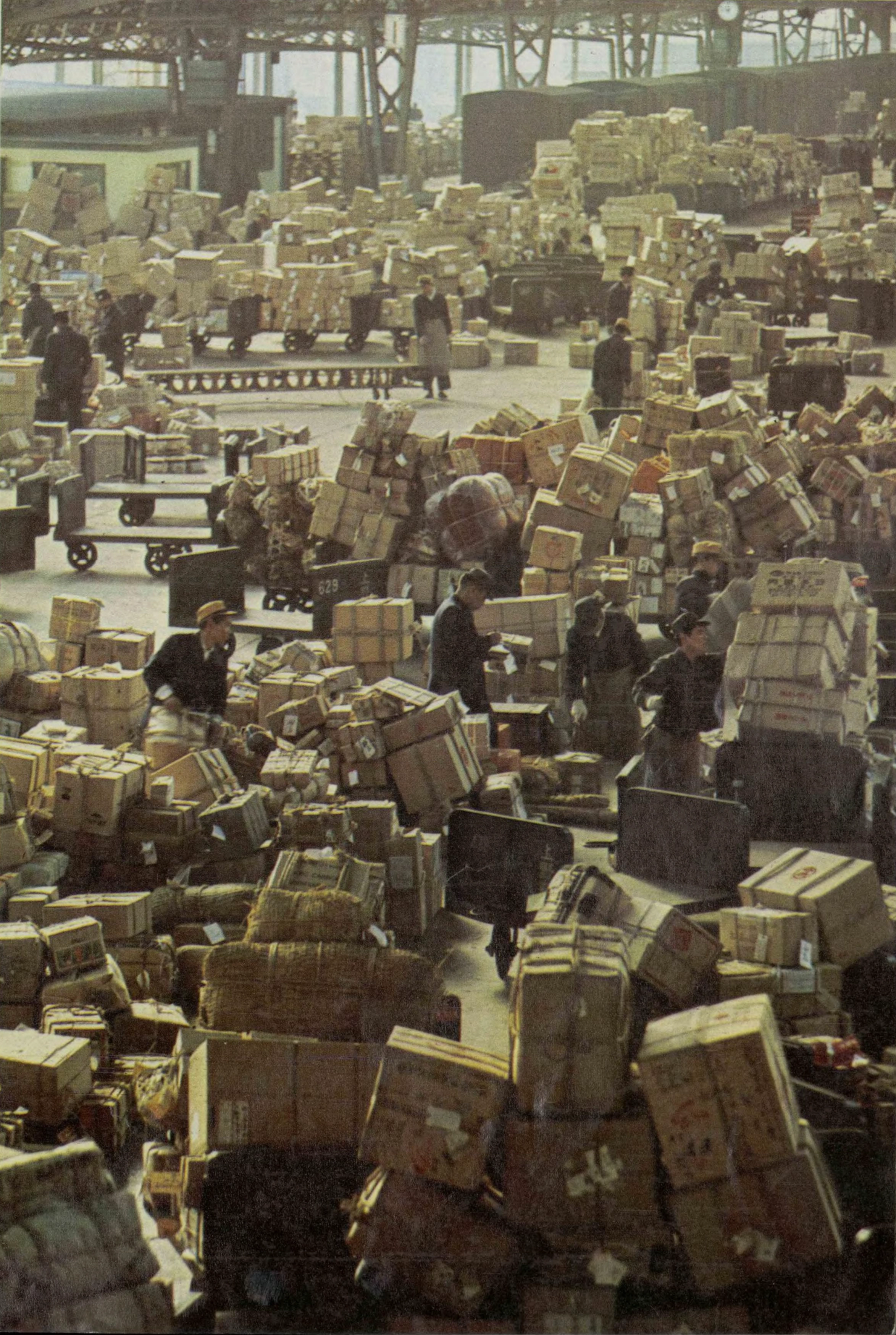
隅田川駅 小口貨物ホーム（1966年）

荷役（にやく）とは、運輸業における作業のひとつ。「にえき」とも。
トラック・貨車・船舶・航空機といった輸送機器への貨物の積み込みや荷下ろし、あるいは倉庫・ヤード等への入庫・出庫を総称した作業のことである。
小さい荷物では人力による手作業で行う場合があるほか、大型の貨物ではフォークリフト・トップリフター・クレーン車などの機材を使用して行う場合もあり、業種や扱う貨物の種類によって様々である。